# Tosna
La Tosna (en russe : То́сна) est une rivière de l'oblast de Léningrad (Russie), affluent de rive gauche de la Neva.

## Géographie
Elle arrose les villes de  Tosno, Nikolskoïe et Otradnoïe, cette dernière étant située au confluent avec la Neva.